# Rhaconotus albiflagellus
Rhaconotus albiflagellus är en stekelart som beskrevs av Shi och Chen 2004. Rhaconotus albiflagellus ingår i släktet Rhaconotus och familjen bracksteklar. Inga underarter finns listade i Catalogue of Life.